# Nophodoris
Nophodoris es un género de moluscos nudibranquios de la familia Discodorididae.

## Diversidad
El género Nophodoris incluye un total de dos especies descritas:
- Nophodoris armata Valdes & Gosliner, 2001
- Nophodoris infernalis Valdes & Gosliner, 2001